# Ichneumon molitorius
Ichneumon molitorius är en stekelart som beskrevs av Carl von Linné 1761. Ichneumon molitorius ingår i släktet Ichneumon och familjen brokparasitsteklar. Arten är reproducerande i Sverige. Inga underarter finns listade i Catalogue of Life.